# 沼津青藍
沼津青藍（Azul Claro Numazu），是一支日本職業足球會，位於日本靜岡縣沼津市，現時他們於J3聯賽作賽，是日本的第3級聯賽，他們其實已經領取職業牌照，若表現出色有機會爭奪日丙升班資格。他們的名字Azul Claro是沿自西班牙語，意思為青藍色。2017年，正式升班至日丙。